# Бохолско море
Бохолско море или Минданао море се налази између Филипинских острва Минданао на југу и Бохоли Лејте на северу. Два већа острва у њему су Сикуијор и Камигуин. Повезано је са Филипинским морем на истоку, Камотским морем на северу и Сулу морем на западу. Највећи градови на његовим обалама су Кагајан де Оро Сити, Илиган Сити, Бутуан Сити, Думагуте Сити, Озамис Сити и Тагбиларан Сити.